# Joseph Samson
Joseph-Isidore Samson (ur. 2 lipca 1793 w Saint-Denis, zm. 28 marca 1871 w Paryżu) – francuski aktor teatralny i dramaturg.

## Kariera sceniczna
| Rok  | Sztuka                                              | Autor                   |
| ---- | --------------------------------------------------- | ----------------------- |
| 1826 | Césarine                                            | Fernand Langlé          |
| 1828 | La Princesse Aurélie                                | Casimir Delavigne       |
| 1829 | Henri III et sa cour                                | Alexandre Dumas         |
| 1831 | Le Philtre champenois                               | Mélesville              |
| 1833 | Bertrand et Raton                                   | Eugène Scribe           |
| 1835 | Don Juan d'Autriche                                 | Casimir Delavigne       |
|      | Le Mariage forcé                                    | Molier                  |
| 1836 | Une famille au temps de Luther de Casimir Delavigne | Casimir Delavigne       |
| 1837 | Julie                                               | Adolphe-Simonis Empis   |
|      | La Camaraderie d’Eugène Scribe                      | Eugène Scribe           |
| 1840 | Latréaumont                                         | Prosper-Parfait Goubaux |
| 1841 | La Prétendante de Prosper-Parfait Goubaux           | Prosper-Parfait Goubaux |
| 1842 | Le Portrait vivant                                  | Mélesville              |
| 1847 | Dom Juan                                            | Molier                  |
| 1849 | Adrienne Lecouvreur                                 | Eugène Scribe           |
| 1855 | Mademoiselle de la Seiglière                        | Jules Sandeau           |
| 1857 | Chatterton                                          | Alfred de Vigny         |
| 1862 | Le Fils de Giboyer                                  | Émile Augier            |
| 1869 | Gabrielle                                           |                         |